# 艾爾沃斯蒙娜麗莎
艾爾沃斯蒙娜麗莎（Isleworth Mona Lisa）为16世紀的一幅油畫，該畫被宣稱是達文西16世紀早期的早期作品，不過並沒能得到充分檢驗。

## 背景
一戰前夕，這幅已在英國萨默塞特郡一位貴族家中放置了近100年的畫作被英格蘭美術收藏家休·布拉克爾（Hugh Blaker）發現，這引發人們關於達文西畫了兩幅麗莎·喬宮多肖像的推測。最著名的一幅收藏在盧浮宮，此外就是布拉克爾發現的這一幅。布拉克爾把畫買下並帶到他在倫敦艾爾沃斯的畫室，這幅畫作因此被命名為「艾爾沃斯蒙娜麗莎」。在畫作歷經易手後，新主人Henry Pulitzer於1975年把放在瑞士一家銀行的金庫中，直至2012年9月向公眾開放。據達文西早年傳記作者喬爾喬·瓦薩里的陳述，達文西從1503年起就開始描繪蒙娜麗莎，但是並未完成，一幅圓滿完成的「某位佛羅倫薩女士」（certain Florentine lady）畫作就在達文西臨近去世前的1517年問世，後一幅幾乎可以肯定就是盧浮宮內懸掛的那一幅。支持艾爾沃斯蒙娜麗莎真實性的人們堅稱艾爾沃斯蒙娜麗莎就是「未完成的蒙娜麗莎」，畫作最初為委託人所繪，至少其中的一部分是出自達文西之手。後面的一幅（即蒙娜麗莎）達文西則留作自己所用。

## 特徵
艾爾沃斯蒙娜麗莎的畫中人和蒙娜麗莎非常相像，但是臉部看上去年輕許多，令人們猜測它就是達文西早期所繪的版本。根據美術歷史學家Henry Pulitzer所述，多位美術專家一致認為肖像的頸部比起達文西畫筆下的其他人物遜色，暗示著頸部可能被人潤色過。Pulitzer諮詢過的一些人相信肖像的手和臉部出自達文西之手，但是其餘部分是別人完成的。拉斐爾的名畫「年輕女子和獨角獸」（Young Woman with Unicorn）在構思上受到蒙娜麗莎的啟蒙，但是它的背景和蒙娜麗莎不同，卻和艾爾沃斯蒙娜麗莎相似，比如年輕女子和獨角獸圖中所繪的兩根希臘圓柱不存在原作中。Pulitzer在他的《Where is the Mona Lisa?》一書中認為拉斐爾的一幅素描可能是他在達文西的工作室看了艾爾沃斯蒙娜麗莎後憑印象畫出的。